# Astomella gessi
Astomella gessi är en tvåvingeart som beskrevs av Barraclough 1984. Astomella gessi ingår i släktet Astomella och familjen kulflugor. Inga underarter finns listade i Catalogue of Life.